# Marijtje Rutgers
Marijtje Rutgers (Arnhem, 1987) is een Nederlandse actrice.

## Levensloop
In 2011 studeerde Rutgers af aan de Frank Sanders Academie voor Musical Theater. Rutgers begon haar acteercarrière met een kleine rol in de Amerikaanse serie Behind the Speedo. In 2014 was zij te zien in de RTL 4-serie Nieuwe buren. Datzelfde jaar werd zij genomineerd als beste actrice voor de korte film Resting Place en ontving deze film de Platinum Remi op het filmfestival WorldFest Housten.
In 2015 verkreeg Rutgers de hoofdrol in de Engelstalige speelfilm Second Honeymoon, die in de Algarve (Portugal) werd opgenomen.
Dat jaar maakte zij ook haar acteerdebuut in Duitsland: in de krimi SOKO 5113 (ZDF). In 2016 kreeg de Duitstalige carrière van Rutgers een vervolg met een gastrol in de krimi Der Staatsanwalt (ZDF), waarin zij de Belgische Chef Inspecteur Nora Vink speelt. Voor deze rol ontving zij veel lof.
Naast Ronald Zehrfeld speelt Rutgers een gastrol in de televisieserie Dengler (2017) en hetzelfde jaar vertolkte zij naast Hannah Hoekstra en Josef Hader een gastrol in de arthouse-bioscoopfilm Arthur & Claire.